# Chomského hierarchie

Chomského hierarchie tříd jazyků

Chomského hierarchie je hierarchie tříd formálních gramatik generujících formální jazyky. Byla vytvořena Noamem Chomským v roce 1956.
Chomského hierarchie se skládá z následujících tříd:
Gramatiky typu 0 (frázové/neomezené gramatiky)
Zahrnují v sobě všechny formální gramatiky, generují právě ty jazyky, které mohou být rozpoznané nějakým Turingovým strojem. Tyto jazyky se někdy nazývají rekurzivně spočetné jazyky. V případě, že je jazyk generován úplným Turingovým strojem ({\displaystyle \forall w\in \Sigma ^{*}} Turingův stroj akceptuje nebo zamítá), je tento jazyk nazýván jako rekurzivní.
Gramatiky typu 1 (kontextové gramatiky, Context-sensitive, CSG)
Generují kontextové jazyky. Tyto gramatiky se skládají z pravidel {\displaystyle \alpha A\beta \rightarrow \alpha \gamma \beta }, kde {\displaystyle A} je neterminál {\displaystyle \alpha ,\beta } a {\displaystyle \gamma } jsou řetězce terminálů a neterminálů, přičemž {\displaystyle \gamma } je neprázdný ({\displaystyle \alpha } a {\displaystyle \beta } prázdné být mohou). Pravidlo {\displaystyle S\rightarrow \epsilon } je povoleno, pokud se {\displaystyle S} nevyskytuje na pravé straně žádného pravidla. Tyto jazyky jsou právě jazyky rozpoznatelné lineárně ohraničeným Turingovým strojem.
Gramatiky typu 2 (bezkontextové gramatiky)
Generují bezkontextové jazyky. Skládají se z pravidel {\displaystyle A\rightarrow \gamma } s neterminálem {\displaystyle A} a řetězcem terminálů a neterminálů {\displaystyle \gamma }. Tyto jazyky jsou právě jazyky rozpoznatelné nějakým nedeterministickým zásobníkovým automatem.
Upřesnění: Gramatiky typu 2 mohou obsahovat {\displaystyle \epsilon } pravidla. Přesto jsou jimi generované jazyky podmnožinou jazyků generovaných gramatikami typu 1, protože existuje algoritmus na převod libovolné gramatiky typu 2 na gramatiku bez {\displaystyle \epsilon } pravidel.
Gramatiky typu 3 (regulární gramatiky)
Generují regulární jazyky. Pravidla těchto gramatik jsou omezena na jeden neterminál na levé straně. Pravá strana se skládá z terminálu, který může být následován jedním neterminálem (tedy pravidla {\displaystyle A\rightarrow a} a {\displaystyle A\rightarrow aB}, kde {\displaystyle a\in \Sigma ,A,B\in N}). Tyto gramatiky se také nazývají pravolineární. Obdobně se definují i levolineární gramatiky, kde může být na pravé straně pravidel jeden terminál předcházen jedním neterminálem. Nikdy se však nesmí vyskytovat v jedné gramatice zároveň pravidla jak z pravolineární gramatiky, tak z levolineární. Pravé lineární gramatiky a levé lineární gramatiky jsou ekvivalentní. Pravidlo {\displaystyle S\rightarrow \epsilon } je povoleno, pokud se {\displaystyle S} nevyskytuje na pravé straně žádného pravidla. Tyto jazyky jsou právě jazyky rozpoznatelné konečným automatem.

## Hierarchie
Platí, že každý regulární jazyk je také bezkontextový, každý bezkontextový jazyk je také kontextový, každý kontextový jazyk je také rekurzivně spočetný – jak je naznačeno na obrázku. Jedná se zde vždy o vlastní podmnožiny, tj. existují rekurzivně spočetné jazyky, které nejsou rekurzivní, rekurzivní jazyky, které nejsou kontextové, kontextové jazyky, které nejsou bezkontextové a bezkontextové jazyky, které nejsou regulární.

## Mezivrstvy
Kromě zmíněných čtyř typů gramatiky jsou i mezivrstvy. Pro přirozené jazyky se obvykle používají gramatiky, jejichž vyjadřovací síla je mezi gramatikami typu 1 a 2. Kategorie nese název gramatika spojování stromů (tree-adjoining grammar). Švýcarská němčina však spadá do vrstvy kontextové gramatiky.
Poznámka: Lidé často z faktu, že například třída regulárních jazyků je „menší“ než třída bezkontextových jazyků, vyvozují, že totéž platí i pro jazyky, tedy že regulární jazyky jsou „menší“ než bezkontextové jazyky. Tato představa je mylná; největší jazyk nad libovolnou abecedou (množina všech řetězců nad touto abecedou) je regulární jazyk, čili patří do „nejmenší“ z uvedených tříd. Lepší je představa, že zatímco regulární jazyky „vysekávají“ z množiny všech řetězců jazyky dosti hrubě, bezkontextové jazyky jemněji, kontextové ještě jemněji, atd. Například ve snaze přiblížit se kontextovému jazyku {\displaystyle L=\{a^{n}b^{n}c^{n};n\in N\}} lze sestrojit regulární jazyk, kde počet symbolů {\displaystyle a}, {\displaystyle b}, {\displaystyle c} je stejný pouze do 1000 symbolů, tj. jazyk {\displaystyle L_{R}=\{a^{n}b^{n}c^{n}|n\leq 1000\land n\in N\}\cup \{a^{i}b^{j}c^{k}|i>1000\land j>1000\land k>1000\}} nebo bezkontextový jazyk, který obsahuje pouze ta slova z {\displaystyle L_{R}}, která obsahují stejně symbolů {\displaystyle a} jako {\displaystyle b}, {\displaystyle a} jako Nelze pochopit (SVG (MathML lze aktivovat pomocí doplňku prohlížeče): Neplatná odpověď („Math extension cannot connect to Restbase.“) od serveru „http://localhost:6011/cs.wikipedia.org/v1/“:): {\displaystyle c}
 nebo {\displaystyle b} jako {\displaystyle c}.